# Motor de válvulas laterais

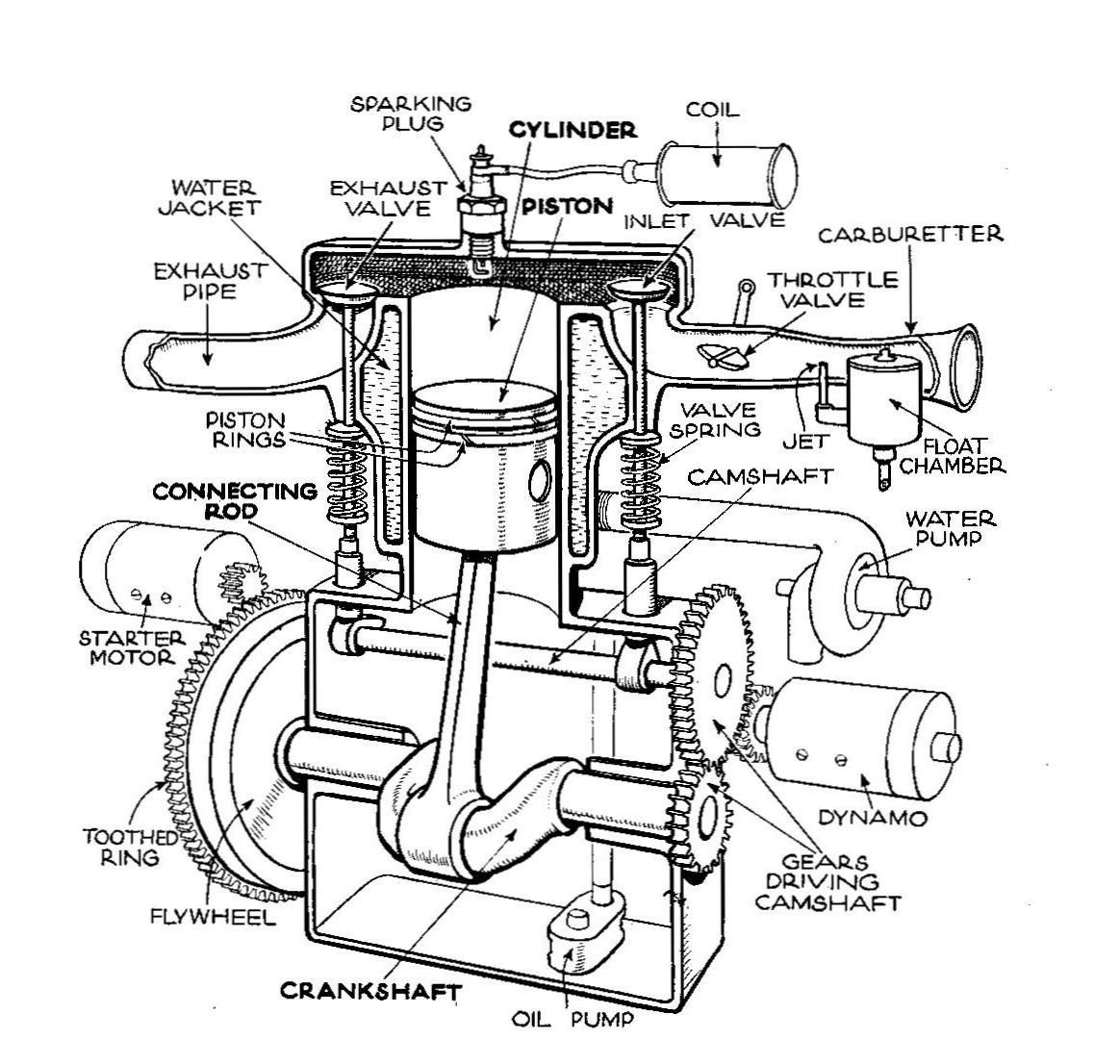
Um motor de válvula lateral T-head sidevalve.

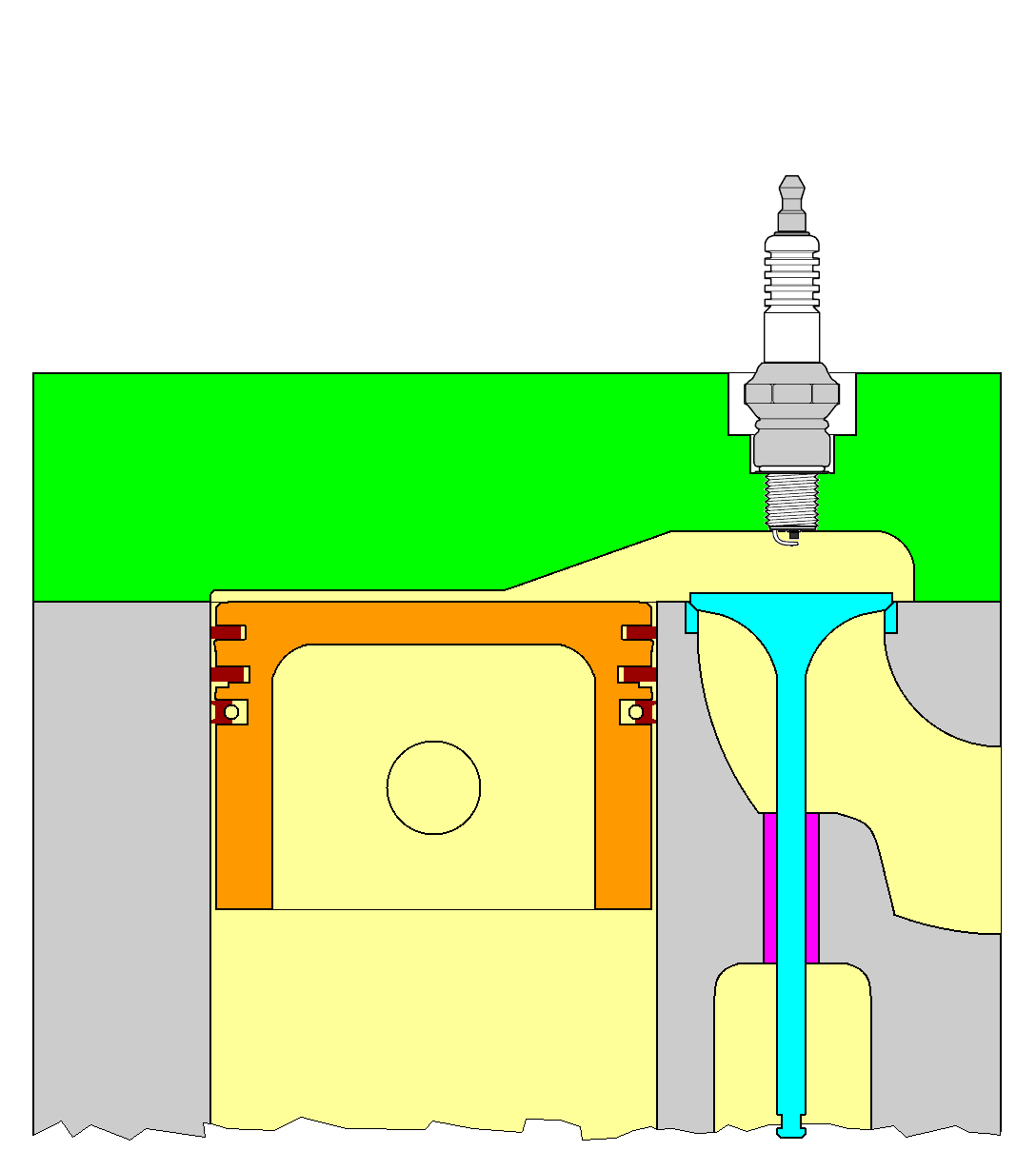
Motor de válvulas laterais original (L-head).

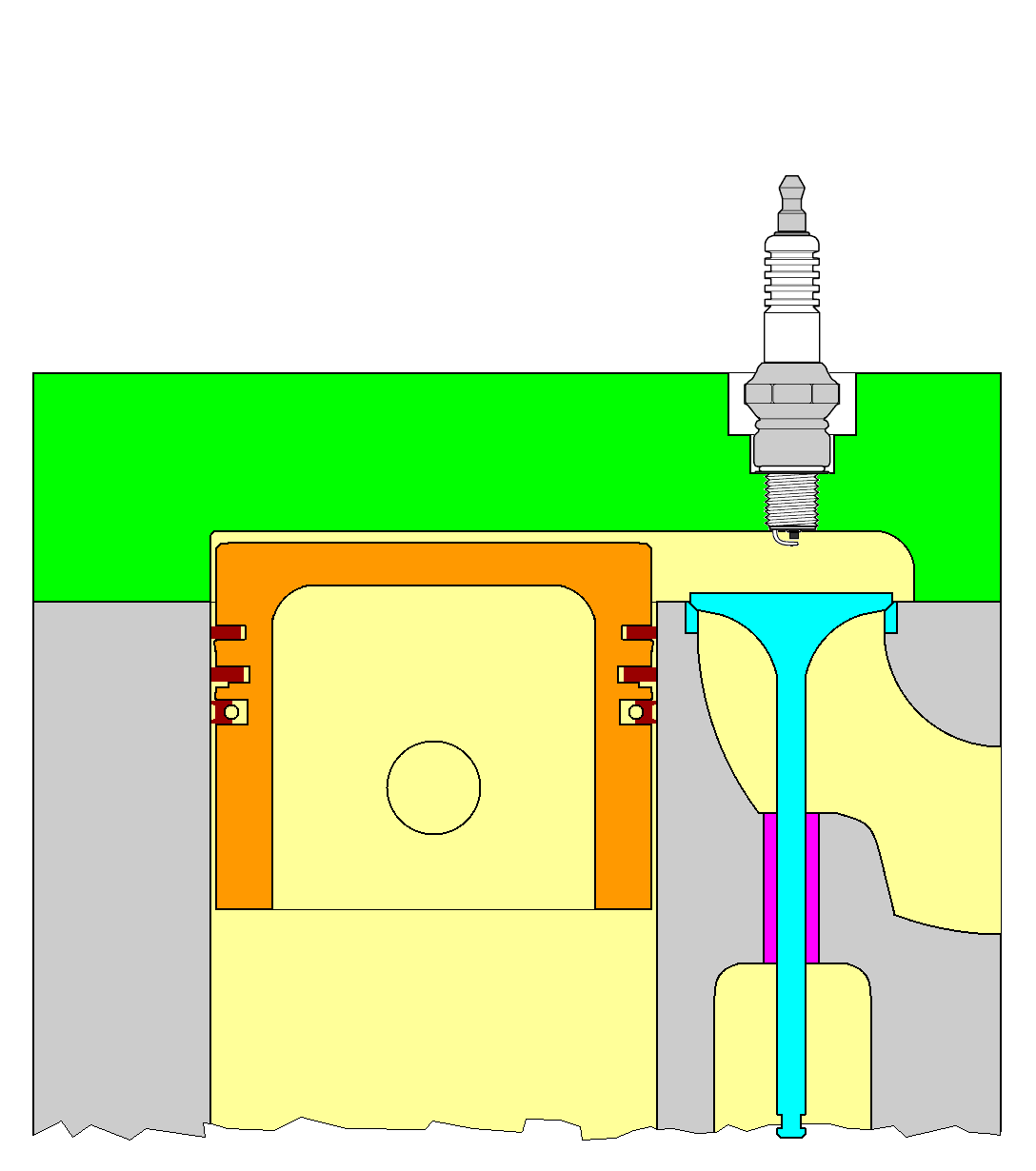
Pistões pop-up podem ser usados para aumentar a taxa de compressão

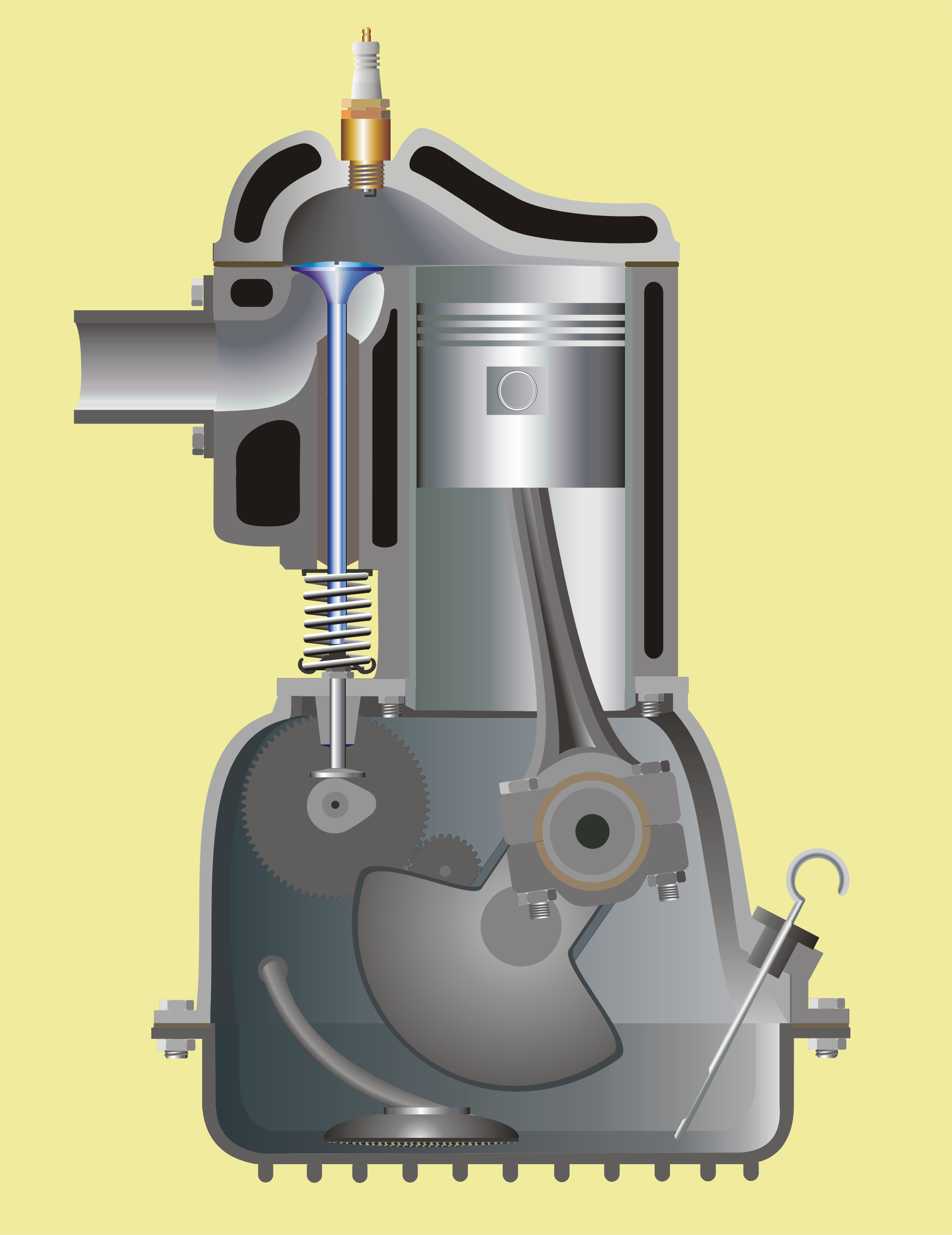
Motor de válvulas laterais de cabeçote turbulento de Sir Harry Ricardo.

O Motor de válvulas laterais é um motor a combustão interna com suas válvulas de assento contidas dentro do bloco do motor, em vez docabeçote, funcionando como um motor de válvulas suspensas.
Motores de válvulas laterais caíram em desuso, mas eles estão experimentando ressurgimento através dos motores de baixa rotação, como por exemplo, os da D-Motor.

## O design da válvula lateral
A engrenagem de válvulas através de um virabrequim localizado no fundo do bloco de cilindros, que opera as válvulas meio de tuchos e hastes de pressão curtas. O sistema de válvula lateral elimina a necessidade de mais válvulas como OHV longas, válvulas suspensas (OHC) dentre outras. As válvulas laterais são tipicamente adjacentes, localizadas em um lado do cilindro; mas em alguns motores de válvulas laterais eles empregam uma variante menos comum assim como nos "crossflow" e "T-head". No caso dos T-head o cabeçote em T solta os gases de escape pelo lado oposto do cilindro da válvula de admissão..
A câmara de combustão do motor lateral não está acima do pistão como em um motor OHV (de válvula suspensa), mas ao lado, acima das válvulas. A vela de ignição pode ser colocada sobre o pistão (como em um motor OHV) ou acima das válvulas; mas há projetos de aeronaves que podem usar uma ou ambas as posições.
"Pistões pop-up" podem ser usados com cabeças compatíveis para aumentar a taxa de compressão e melhorar a forma da câmara de combustão para evitar batidas. pistões "pop-up" são assim chamados porque, no ponto morto, sobressaem acima do topo do bloco de cilindros.

## Vantagens
As vantagens de um motor de válvulas laterais incluem: simplicidade, confiabilidade, baixa contagem de peças, baixo custo, baixo peso, compacidade, potência de baixa velocidade reativa, baixo ruído mecânico do motor e insensibilidade ao combustível de baixa octanagem. A ausência de uma válvula de motor complicada e também permite um motor compacto e mais barato de fabricar, uma vez que a cabeça do cilindro pode ser pouco mais que uma simples fundição de metal. Essas vantagens explicam por que motores de válvulas laterais foram usados para carros econômicos, caminhões e motores agrícolas por muitos anos, enquanto os projetos de OHV foram especificados apenas para aplicações de alto desempenho como aeronaves, carros de luxo, carros esportivos e algumas motocicletas..
No ponto morto superior, o pistão fica muito próximo da porção plana da cabeça do cilindro acima, e a turbulência resultante da combustão produz excelente mistura combustível / ar. Uma característica reconhecida desse motor (particularmente é benéfico principalmente para um motor aeronáutico) é que se uma válvula se agarrasse em sua guia e permanecesse parcialmente aberta, o pistão não seria danificado e o motor continuaria a operar com segurança em seus outros cilindros.

## Desvantagens
As principais desvantagens de um motor lateral são o baixo fluxo de gás, a má forma da câmara de combustão e a baixa taxa de compressão, que resultam em um motor de baixa rotação com baixa potência e pouca eficiência. Como os motores laterais não queimam o combustível corretamente, eles sofrem com altas emissões de hidrocarbonetos..
Os motores de válvulas laterais só podem ser usados para motores operando com o sistema Otto (que é mais viável com etanol ou gasolina). Isto é, a forma da câmara de combustão não é adequada para motores a Diesel
Em um motor lateral, os gases de admissão e exaustão seguem uma rota circular, com baixa eficiência volumétrica, ou "respiração insuficiente", até porque os gases de escape interferem na carga de entrada. Como o escape segue um longo caminho para deixar o motor, há uma tendência de superaquecimento. Embora um motor lateral possa operar com segurança em alta velocidade, sua eficiência volumétrica se deteriora rapidamente, de modo que as saídas de alta potência não são viáveis em alta velocidade. Alta eficiência volumétrica foi menos importante para os carros antigos porque seus motores raramente sustentavam altas velocidades estendidas, mas os projetistas que buscavam saídas de potência mais altas tinham que abandonar a curva lateral. Um compromisso usado pela Willys Jeep, Rover, Land Rover e Rolls-Royce na década de 1950 era a válvula "F-head" (ou "entrada-sobre-exaustão"), que tem uma válvula lateral e uma válvula suspensa por cilindro.
A câmara de combustão alongada do da válvula lateral é propensa a pré-ignição (ou "batida de biela") se a taxa de compressão for aumentada, mas melhorias como a ignição a laser ou a ignição melhorada por micro-ondas podem ajudar a impedir a detonação. As ranhuras de turbulência podem aumentar o turbilhão no interior da câmara de combustão, aumentando assim o binário, especialmente a baixas rotações. Uma melhor mistura da carga de combustível e ar melhora a combustão e ajuda a evitar a batida.
Um avanço na tecnologia de válvula lateral resultou dos experimentos de Sir Harry Ricardo em 1920, que melhorou sua eficiência depois de estudar as características de fluxo de gás dos motores laterais.

## História e aplicações
Os motores de válvulas laterais foram especialmente comuns nos Estados Unidos e usados como motores de veículos, mesmo para motores de alta potência. Esses motores são comuns em motores monocilíndricos ou de dois cilindros, como cortadores de grama , , tratores de duas rodas e outras máquinas agrícolas .

### Carros de válvulas laterais
Os motores de válvulas laterais multicilindros foram usados para carros como o Ford Model T, o motor Ford flathead V8. A Cadillac produziu motores de válvulas laterais V-16 para seus carros de luxo da Série 90 de 1938 a 1940. Após a Segunda Guerra Mundial, os projetos de válvulas laterais começaram a ser substituídos pelos projetos OHV (overhead valve). motores de válvulas laterais não eram mais comuns em carros , mas continuavam em veículos mais rudimentares, como jipes militares off-road. Nos EUA carros personalizados e hot rods, exemplos restaurados de Ford V8  ainda são vistos.

### Motores de válvulas laterais (uso aeronáutico)
A simplicidade, leveza, compacidade e confiabilidade podem parecer ideais para um motor de avião, mas devido à sua baixa eficiência, os motores de válvulas laterais foram considerados inadequados. Duas exceções notáveis foram o americano Aeronca E-107 de 1930 e o  Continental A40  de 1931, que se tornou um dos mais populares motores de aeronaves da década de 1930.
Dois motores de válvulas laterais modernos são os flat-fours belga da D-Motor e o six-sixes. Estes são motores de avião extremamente oversquare e compactos com acionamento direto para a hélice.

### Flathead motorcycles
Os motores de válvulas laterais foram usados em várias motocicletas anteriores à guerra, em particular nas fabricantes americanas, como Harley-Davidson e Indian, também em algumas fabricantes britânicas, pela BMW e algumas cópias russas.  A Cleveland Motorcycle Manufacturing Company produziu um motor de motocicleta de quatro cilindros em linha na década de 1920.

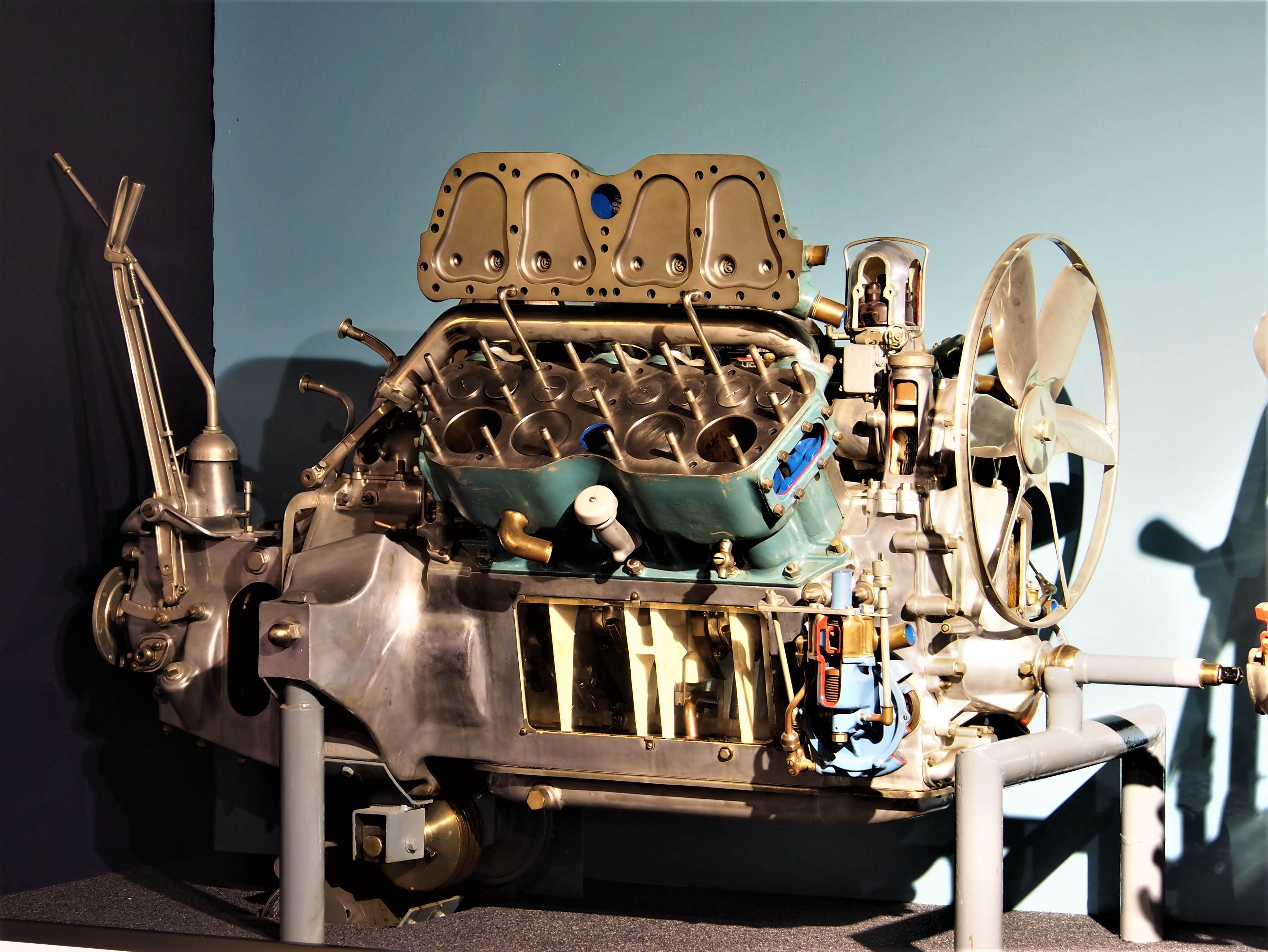
Bloco de motor de vávula lateral da Cadillac 1915.
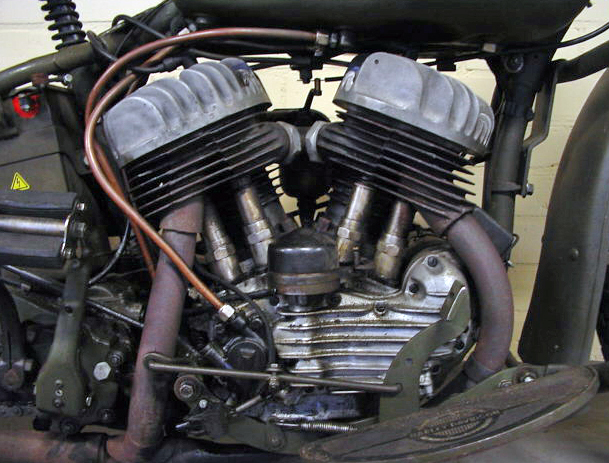
Motor de válvulas laterais da Harley-Davidson.
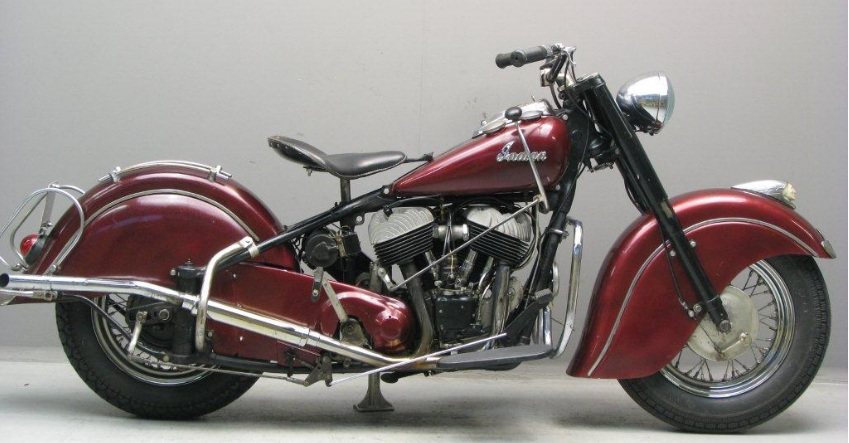
A moto Indian Chief Black Hawk usava um motor de válvulas laterais.
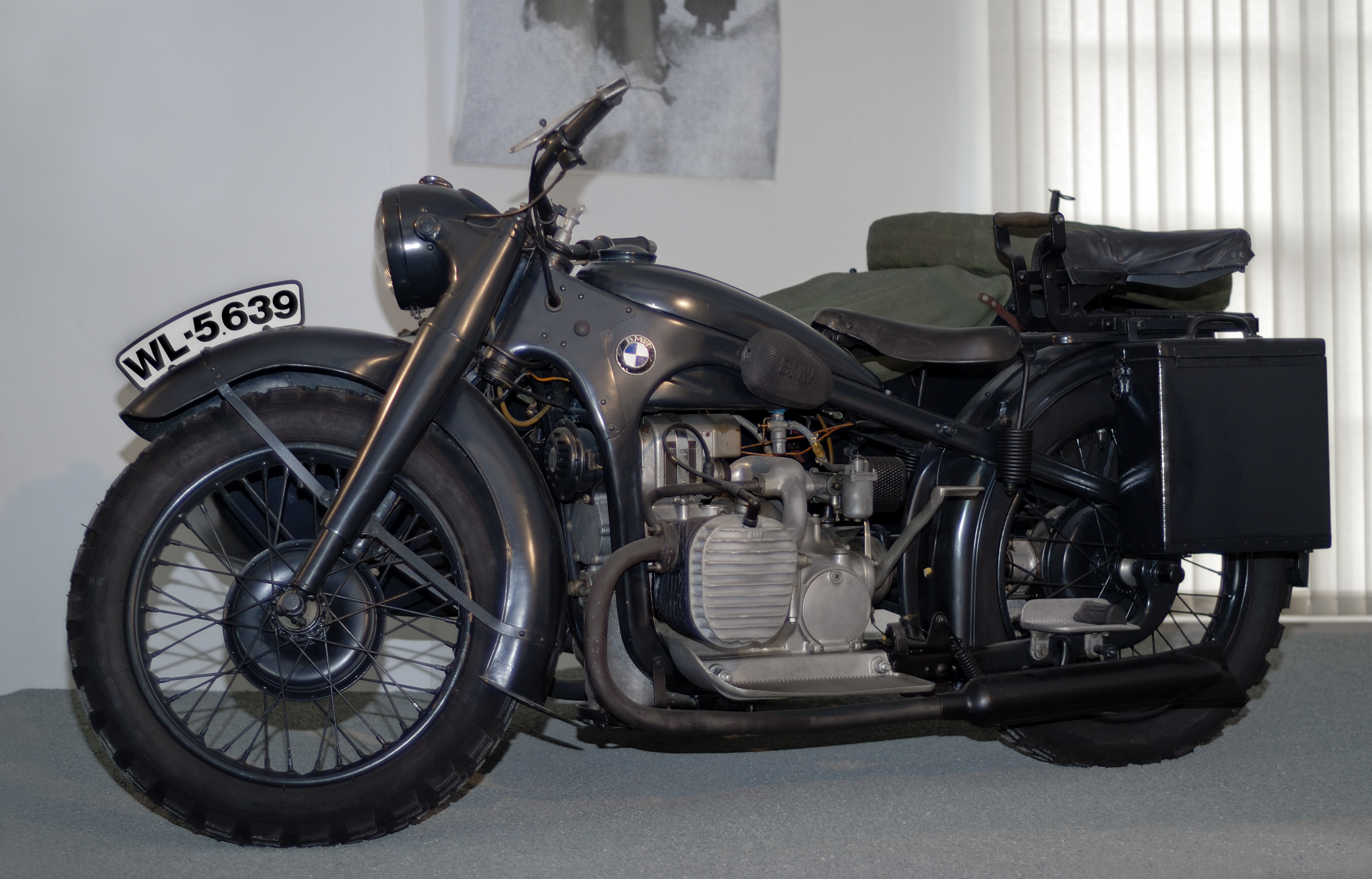
BMW R12.
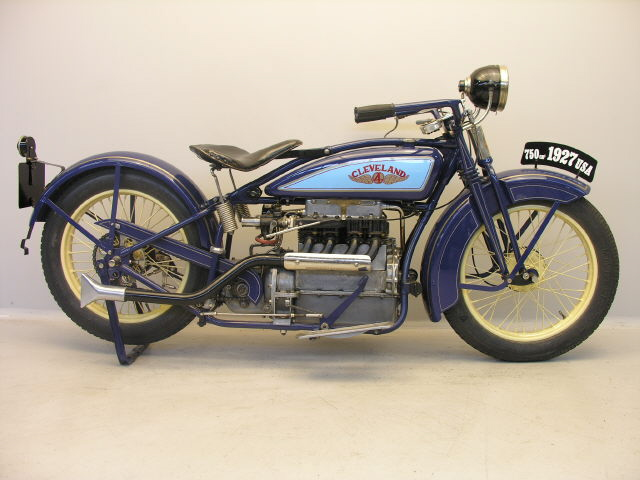
Cleveland Motorcycle Model 4-45.